# Azotobacter
Azotobacter je rod gramnegativních pleomorfních bakterií. Jsou to nesymbiotické, vzdušný dusík fixující bakterie, které se vyskytují volně v půdě s vyšším obsahem organických látek.

## Popis
Bakterie rodu Azotobacter jsou pleomorfní, to znamená, že jednotlivé buňky mají různou velikost i tvar. Buňky bývají 2–10 µm dlouhé a 1–2 µm široké, barví se gramnegativně. Některé druhy mají bičíky a jsou pohyblivé.
Staré buňky tvoří dvojlomné tlustostěnné cysty z polysacharidů, ve kterých dokážou přežít nepříznivé podmínky. Cysty nejsou tak odolné jako endospory grampozitivních bakterií.

## Vlastnosti
Jsou to mezofilní aerobní bakterie fixující nesymbioticky vzdušný dusík. Vytvoří 15–20 mg dusíku na 1 g substrátu (glukóza, alkoholy, organické látky). Přijímají škrob.